# Tommaso Pasquale Gizzi
Tommaso Pasquale Gizzi (1787-1849) fue un prelado italiano que escaló hasta los más altos peldaños de la Iglesia católica durante la primera mitad del siglo XIX.

## Biografía
Nacido en Ceccano, cerca de Frosinone, en esa época parte de los Estados Pontificios, y fue educado en el seminario de Ferentino, recibiendo el subdiaconato en 1808 y el diaconado en 1809. Fue ordenado sacerdote el 2 de septiembre de 1810, a la edad de 23 años. Tras su ordenación, frecuentó el Archgynasium de Roma, donde obtuvo un doctorado en utroque iuris. A partir de 1819 trabajó como abogado del Tribunal de la Rota Romana. De 1820 a 1836, trabajó en las filas del servicio diplomático de los Estados Pontificios y desde 1837 a 1839 fue delegado apostólico en Ancona. En 1839 fue nombrado por el papa Gregorio XVI obispo titular de Tebe y consagrado obispo el 21 de abril. De 1839 a 1844 fue nuncio apostólico en Suiza y después en el Reino de Cerdeña. Durante su etapa como nuncio apostólico, fue nombrado cardenal in Pectore. Su cardinalato fue publicado durante el consistorio de 22 de enero de 1844 y sus descendientes pasaron a ser conocidos como Dipasquale, que significaba "de Pasquale".
En abril de 1844, fue Legado del Papa para Forlì y su provincia. Un Legado papal en los Estados Pontificios era el obispo de la diócesis, pero también el gobernador civil de la misma diócesis. Durante su mandato como Legado Pontificio, se hizo el favorito de la sección liberal de la opinión pública en la península italiana, porque sus puntos de vista eran más moderados que los de la mayoría de los otros prelados en la década de 1840.
Con la muerte del papa Gregorio XVI, se unió a los otros cardenales en el Palacio Quirinale, donde el cónclave estaba reunido. El cardenal Gizzi era un papabile y fue el campeón del partido progresista de la iglesia y de la opinión pública. Se cree que recibió algunos apoyos durante la primera votación, pero el cardenal Mastai Ferretti fue elegido. Después de su elección Pío IX nombró a Gizzi Cardenal Secretario de Estado , pero renunció a este cargo un año después.
Murió el 3 de junio de 1849.